# Fernandel
Fernand Žosef Desire Kontandin (fr. Fernand Joseph Désiré Contandin, Marselj, 8. maj 1903 — Pariz, 26. februar 1971) bio je francuski filmski glumac, poznat kao jedan od najpopularnijih filmskih komičara sredine 20. veka.
Sa svojim ocem, glumcem, nastupa u pozorištu od malih nogu. Kasnije radi kao lučki radnik, prodavac, a neko vreme je bio i bankovni činovnik. Pravu zabavljačku karijeru započinje u Parizu, gde vrlo brzo postaje popularan. Na početku karijere učestvovao je u izvođenjima opereta i kafe-koncerata. Svojom izražajnom i osobenom fizionomijom, smislom da groteskno prikaže likove, ali da ih dramski oblikuje, privukao je autore i publiku. Mnogi komercijalni autori pisali su scenarije isključivo za njega. Prvi se put pojavljuje na filmu 1930. godine u filmu „Crno i belo”, a glumio je u više od 130 filmova od kojih su najpoznatiji „Pozivnica za ples”, „Bonifacije mesečar”, „Crvena krčma” i „Don Kamilo”. 
Njegovo umetničko ime potiče od njegovog braka sa Henrijetom Mans, ssstrom njegovog najboljeg prijatelja i čestog filmskog saradnika Žana Mansa. Toliko je bio pažljiv prema svojoj ženi da ga je njegova punica zabavno nazvala Fernand d'elle („Fernand od nje”).

## Porodica
Fernandel je imao dve ćerke, Žozet (1926) i Žanin (1930), i sina Franka (1935). Njegov sin, poznat kao Frank Fernandel, postao je glumac i pevač. Frank je glumio zajedno sa svojim ocem u dva filma, Žil Granžovom L'Âge ingrat i Žorž Bjančovom En avant la musique.

## Izabrana filmografija
| Godina | Naslov                   | Uloga                                                      | Režiser                              |
| ------ | ------------------------ | ---------------------------------------------------------- | ------------------------------------ |
| 1931   | [ 5 ] [ 6 ]              | Horace Truchet                                             | Žan Renoar                           |
| 1931   | [ 7 ]                    | Ficelle                                                    | Augusto Genina                       |
| 1932   | [ 8 ]                    | Vanderague                                                 | Maurice Tourneur                     |
| 1934   |                          | Saturnin                                                   | Marsel Panjol                        |
| 1937   |                          | Urbain Gédémus                                             | Marsel Panjol                        |
| 1938   |                          | Ernest Pic                                                 | Christian-Jaque                      |
| 1938   |                          | Hercule Maffre                                             | Alexander Esway                      |
| 1939   |                          | Fransoa                                                    | Fernand Rivers                       |
| 1939   |                          | Marsel                                                     | Claude Autant-Lara i Maurice Lehmann |
| 1940   |                          | Félipe Rambert                                             | Marsel Panjol                        |
| 1943   |                          | Adrien Moulinet                                            | Fernandel                            |
| 1945   |                          | Toine                                                      | Raymond Leboursier                   |
| 1951   |                          | Viktor Bonifatije                                          | Maurice Labro                        |
| 1951   |                          | Monah                                                      | Claude Autant-Lara                   |
| 1951   |                          | "Fernand, slikar"                                          | Mario Soldati                        |
| 1951   |                          | Don Kamilo                                                 | Julien Duvivier                      |
| 1952   | Zabranjeno voće          | Doctor Charles Pellegrin                                   | Henri Verneuil                       |
| 1952   |                          | Don Camillo                                                | Julien Duvivier                      |
| 1953   | [ 9 ]                    | Célestin Floridor                                          | Yves Allégret                        |
| 1954   | [ 10 ] [ 11 ]            | Alain/Désiré/Étienne/Bernard/Charles/Édouard (njihov otac) | Henri Verneuil                       |
| 1956   | Put oko sveta za 80 dana | kameo uloga kao kočijaš u Parizu                           | Majkl Anderson                       |
| 1956   |                          | Honoré                                                     | Maurice Régamey                      |
| 1956   | [ 16 ]                   | Albert Constantin                                          | Julien Duvivier                      |
| 1956   | [ 17 ]                   | Paul Verdier                                               | Mario Soldati                        |
| 1958   | Paris Holiday            | Fernydel                                                   | Gerd Oswald                          |
| 1958   | The Law Is the Law       | Ferdinand Pastorelli                                       | Christian-Jaque                      |
| 1958   | Life Together            | Marcel Gaboufigue (Marguerite's husband)                   | Clément Duhour                       |
| 1958   | The Lord's Vineyard      | Henri Lévrier                                              | Jean Boyer                           |
| 1959   | [ 27 ] [ 28 ] [ 29 ]     | Charles Bailly                                             | Henri Verneuil                       |
| 1961   |                          | udovac                                                     | Vitorio de Sika                      |
| 1962   | [ 30 ] [ 31 ] [ 32 ]     | Otac Gilbert                                               | Julien Duvivier                      |
| 1963   | [ ]                      | Fernand Jouvin                                             | Gilles Grangier                      |
| 1964   | Relax Darling            | François Faustin                                           | Jean Boyer                           |
| 1964   | That Tender Age          | Adolphe Lartigue                                           | Gilles Grangier                      |
| 1965   | [ 36 ]                   | Don Camillo                                                | Luigi Comencini                      |
| 1966   | Your Money or Your Life  | Charles Migue                                              | Jean-Pierre Mocky                    |

## Izabrana diskografija
- (1939)[38][39][40][41][38][42]

## Literatura
- Goodman, Fred (2015). Allen Klein: The Man Who Bailed Out the Beatles, Made the Stones, and Transformed Rock & Roll. Boston, New York: Houghton Mifflin Harcourt. стр. 27—28. ISBN 978-0-547-89686-1.
- „Festival de Cannes: Around the World in 80 Days”. festival-cannes.com. Приступљено 9. 2. 2009.
- „Cinema: The New Pictures”. Time. 29. 10. 1956. Архивирано из оригинала 5. 1. 2013. г. Приступљено 1. 10. 2010.

## Spoljašnje veze
- Fernandel na sajtu  (jezik: engleski)